# Nathan Ehrenfeld
Nathan Ehrenfeld (ur. 18 maja 1843 w Csusz, zm. 17 lutego 1912 w Pradze) — rabin ortodoksyjny. Uczeń jesziw w Bratysławie i Eisenstadt oraz Azriela Hildesheima w seminarium w Berlinie.
Po ukończeniu studiów w Wiedniu i uzyskaniu tytułu doktora w Kilonii (na podstawie pracy Nauczanie Josefa Alby o pryncypiach i kryteriach religii) pracował jako rabin w Brandenburgu nad Hawelą (1872 - 1876), Prenzlau (1876 - 1878) i Gnieźnie (1878 - 1890). W czerwcu 1890 mianowany naczelnym rabinem Pragi jako następca Markusa Hirscha. W 1900 zaproszony do Berlina jako następca Hildesheima, odrzucił jednak propozycję.
Na stanowisku zastąpiony po śmierci przez swojego zięcia, Heinricha Chaima Brody'ego.
Zmarł 17 lutego 1912 r., został pochowany na Nowym Cmentarzu Żydowskim w Pradze

## Działalność
Działalność Ehrenfelda w Pradze przypadła na czasy, kiedy rabinat pod wpływem laicyzacji tracił swoją zwierzchnią rolę nad lokalną społecznością.
Szczególną uwagę zwracał na edukację religijną, przyczynił się do zbudowania nowej mykwy, otworzył szkołę dla nauczycieli. Zreorganizował handel koszernym mięsem, otworzył również ściśle koszerną kuchnię. Wygłaszał wykłady na tematy religijne w szkołach. Ceniony był również ze względu na zdolności oratorskie.
Był członkiem austro-węgierskich organizacji charytatywnych prowadzonych przez również ortodoksyjnego Żyda, Karla Wilhelma Rotschilda.